# Роуднице-над-Лабем
Роуднице-над-Лабем (чеш. Roudnice nad Labem, бывш. нем. Raudnitz an der Elbe) — город в Чехии в районе Литомержице Устецкого края, на левом берегу Лабы. Основан в середине XII века. Среди достопримечательностей — замок Роуднице-над-Лабем и храм ордена августинцев.

## Транспорт
Рядом с городом проходит скоростная магистраль D8, расстояние до Праги 35 км. Также в городе находится железнодорожная станция на линии Прага — Берлин в 66 км от Праги и в 40 км от Усти-над-Лабем. На городском аэродроме планируется открыть погранично-таможенную службу и таким способом сделать возможным посадку международных чартерных рейсов. Правительством Чехии утверждён проект Министерства внутренних дел, в котором говорилось, что открытие международного аэропорта в Роуднице-над-Лабем повлияет на развитие туризма. Сейчас в Чехии расположено 11 аэродромов с международным статусом.
Также на городском аэродроме, расположена одна из самых знаменитых чешских лётных школ, «Авиатицки Клуб».
Лётная школа, основанная на базе чешской системы ДОСААФ, выпускает ежегодно до 100 новых пилотов приезжающих в Чехию из различных концов света.

## Население
| Год  | Численность | Численность |
| ---- | ----------- | ----------- |
| 1869 | 4937        | [ 2 ]       |
| 1880 | 5942        | [ 2 ]       |
| 1890 | 7187        | [ 6 ]       |
| 1900 | 7986        | [ 2 ]       |
| 1910 | 9249        | [ 2 ]       |
| 1921 | 8905        | [ 2 ]       |
| 1930 | 9261        | [ 2 ]       |
| 1950 | 9347        | [ 6 ]       |
| 1961 | 10 541      | [ 2 ]       |
| 1970 | 11 155      | [ 6 ]       |
| 1980 | 13 956      | [ 2 ]       |
| 1991 | 13 562      | [ 6 ]       |
| 2001 | 13 132      | [ 6 ]       |
| 2011 | 12 915      | [ 6 ]       |
| 2014 | 12 949      | [ 7 ]       |
| 2016 | 12 995      | [ 8 ]       |
| 2017 | 12 949      | [ 9 ]       |
| 2018 | 12 981      | [ 10 ]      |
| 2019 | 12 967      | [ 11 ]      |
| 2020 | 12 847      | [ 12 ]      |
| 2021 | 12 770      | [ 13 ]      |
| 2022 | 12 506      | [ 14 ]      |
| 2023 | 12 747      | [ 15 ]      |
| 2024 | 12 823      | [ 4 ]       |

## Известные уроженцы
- Вацлав Выдра (1902—1979) — актёр и режиссёр.

## Города-побратимы
- Альбайда, Испания
- Амштеттен, Австрия
- Банбридж, Великобритания
- Дессау-Рослау, Германия (2004)
- Рюэль-сюр-Тувр, Франция

## Галерея

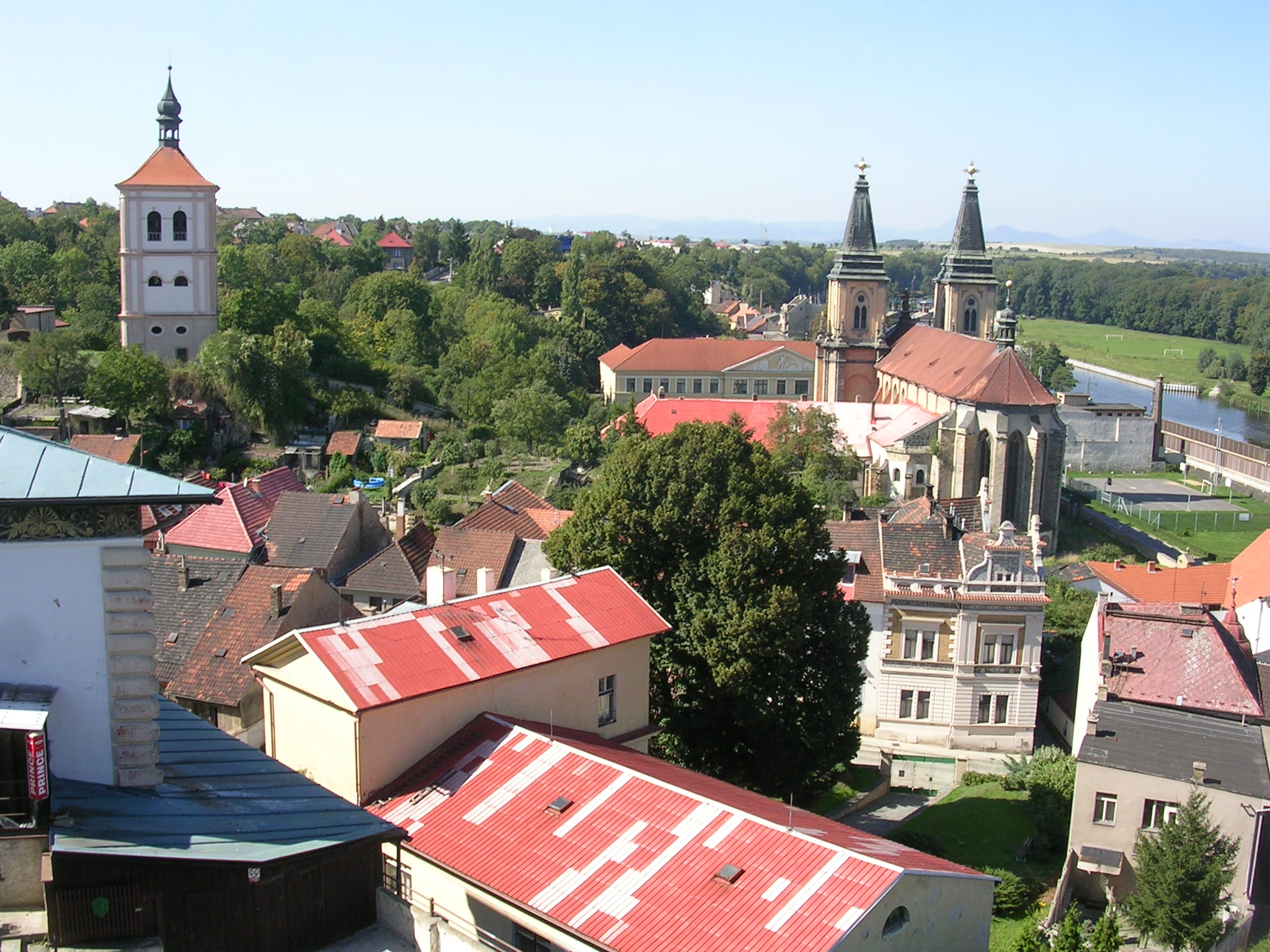
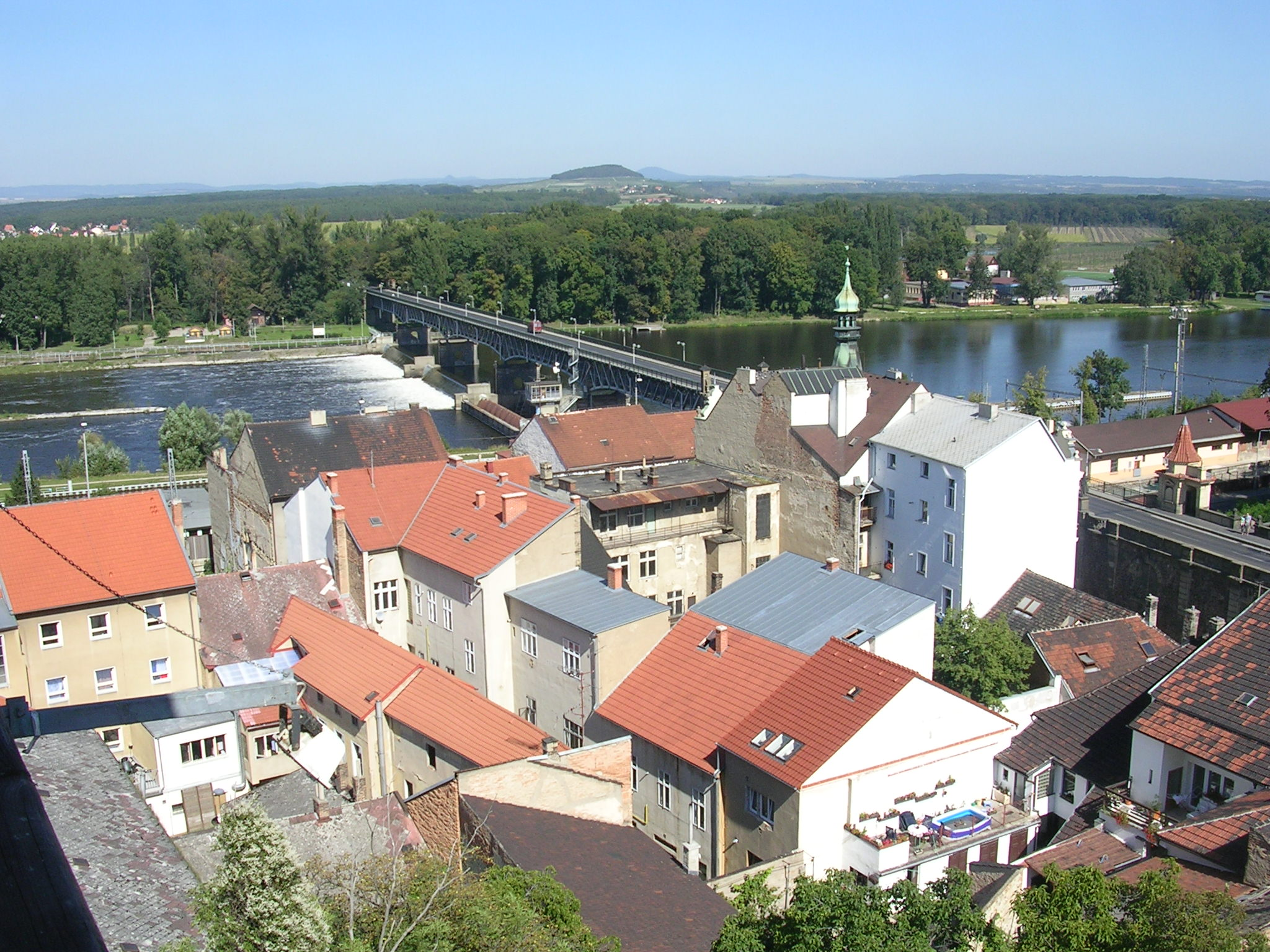
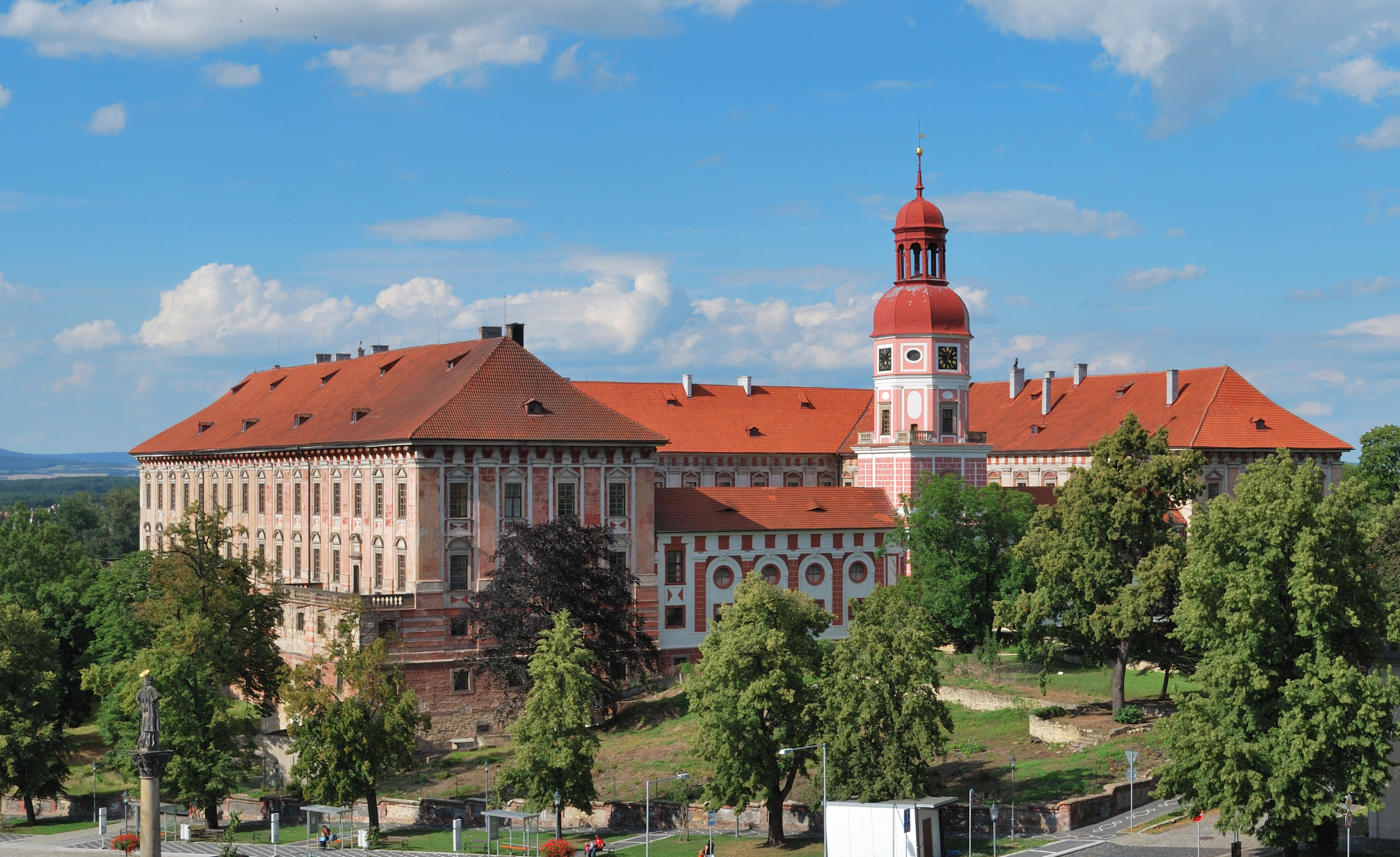
Замок Роуднице-над-Лабем
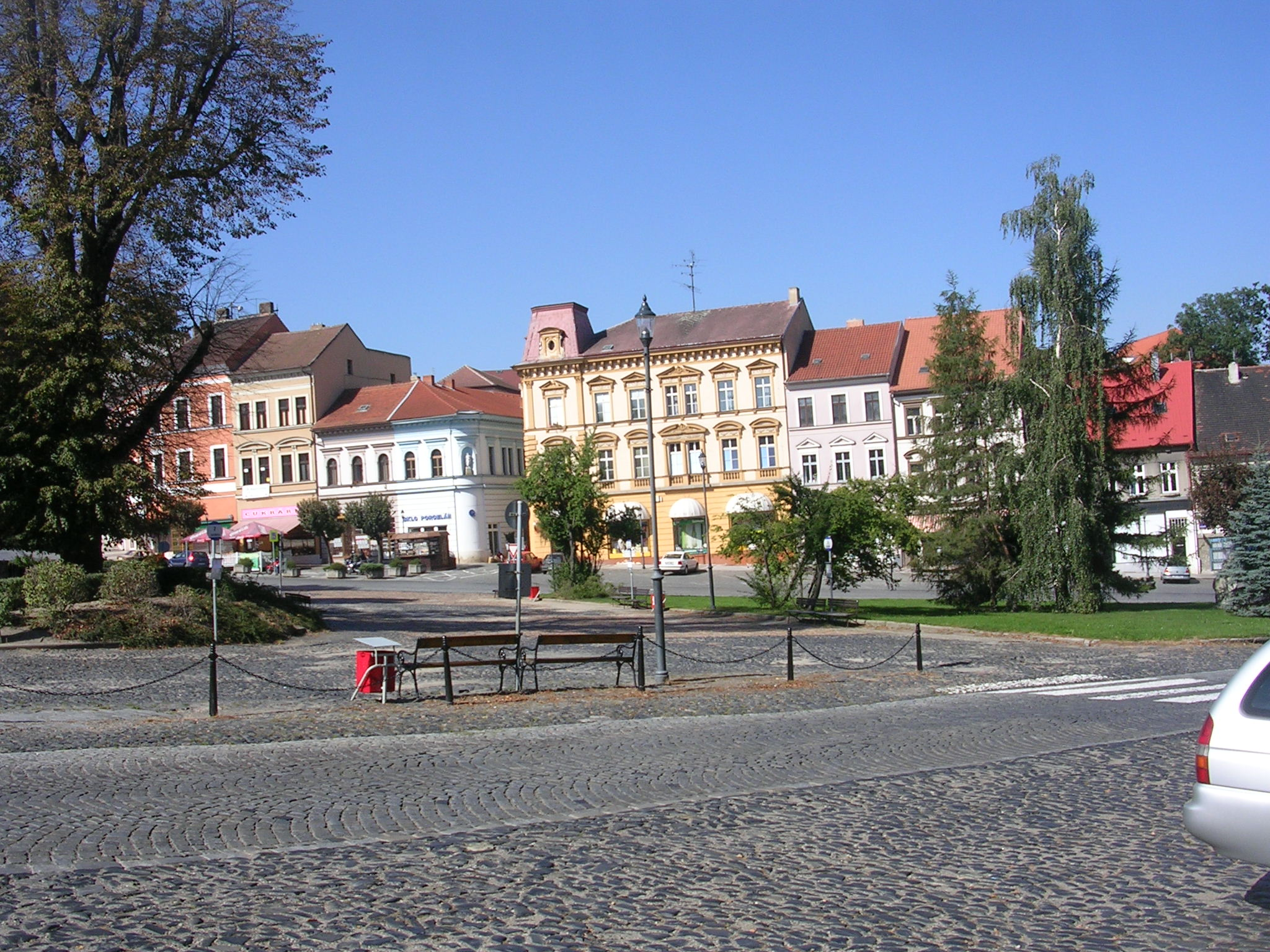
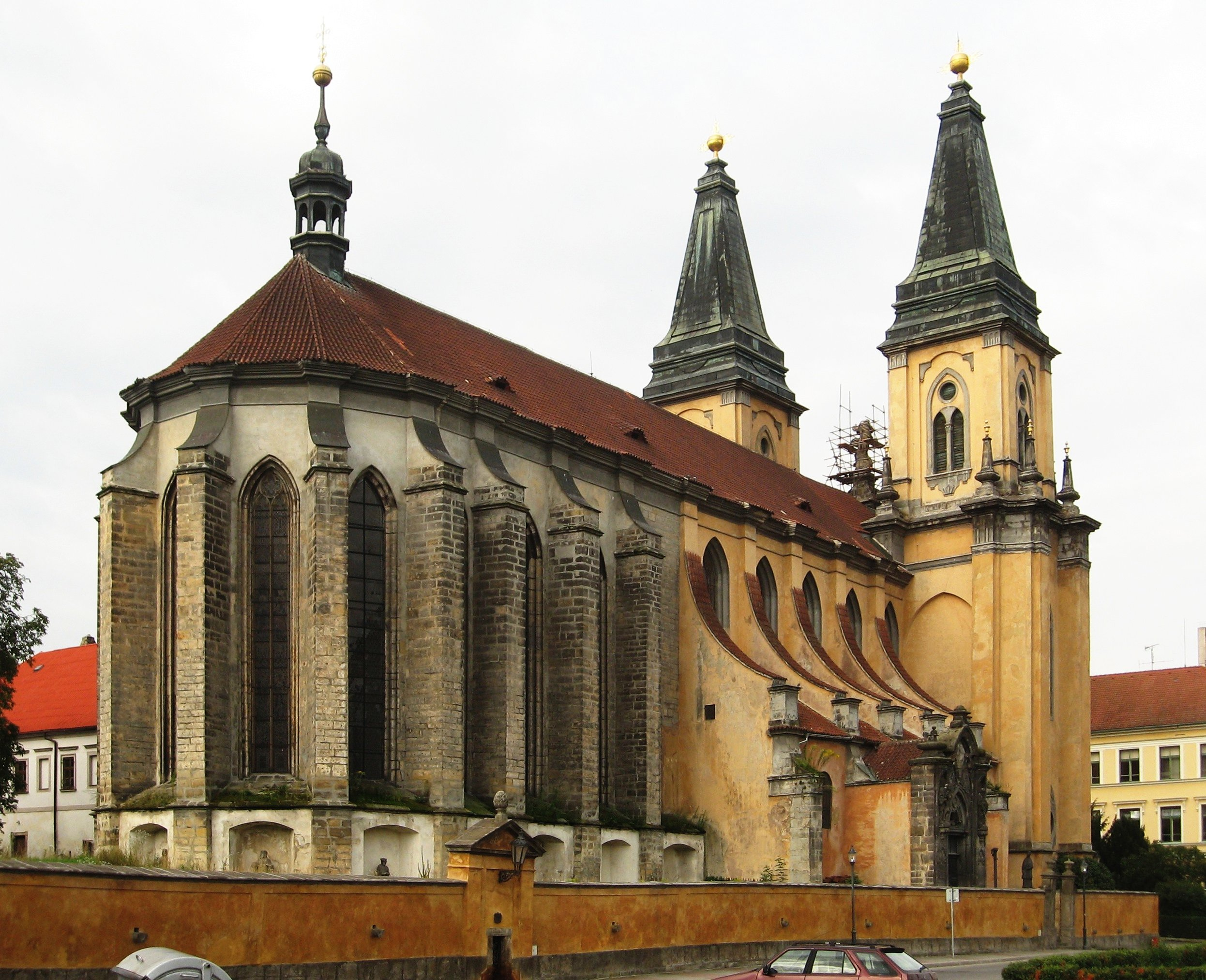
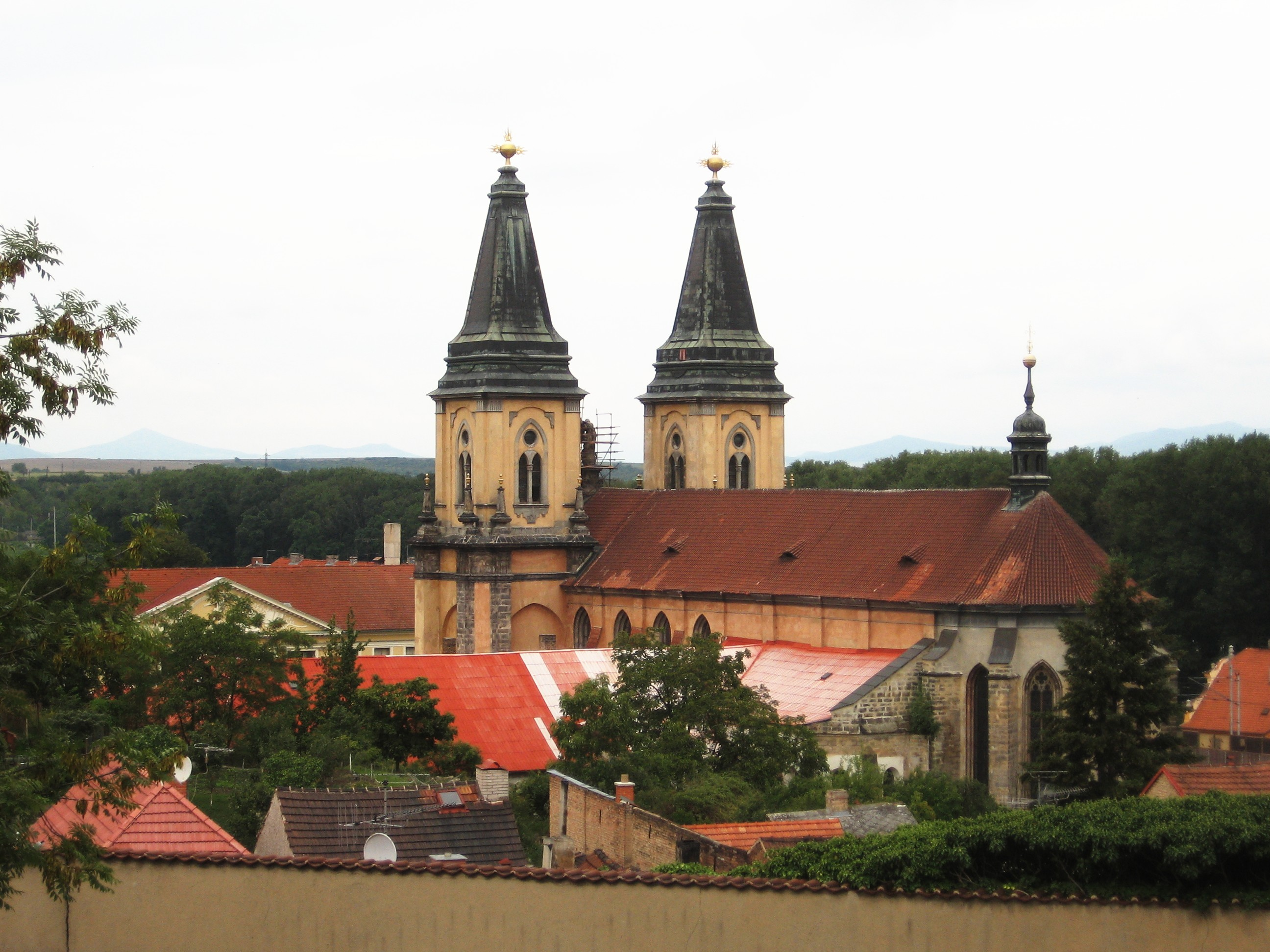